# Trung tâm Nghiên cứu Pew
Trung tâm Nghiên cứu Pew (tiếng Anh: Pew Research Center, thường được gọi tắt là Pew) là một viện nghiên cứu phi đảng phái Hoa Kỳ có trụ sở tại Washington, D.C. Trung tâm này cung cấp thông tin về các vấn đề xã hội, dư luận và các xu hướng nhân khẩu học đang định hình Hoa Kỳ và thế giới. Nó cũng tiến hành các cuộc thăm dò dư luận, nghiên cứu nhân khẩu học, nghiên cứu khảo sát mẫu ngẫu nhiên và khảo sát dựa trên số liệu, phân tích nội dung truyền thông và nghiên cứu các khoa học xã hội thực nghiệm khác.
Trung tâm Nghiên cứu Pew không đảm nhận bất kỳ vị trí chính trị nào, và là một công ty con của The Pew Charitable Trusts.

## Lịch sử
Năm 1990, Công ty Times Mirror thành lập Trung tâm Times Mirror về Nhân dân & Báo chí (Times Mirror Center for the People & the Press) như một dự án nghiên cứu,  có nhiệm vụ tiến hành các cuộc thăm dò về chính trị và chính sách. Andrew Kohut trở thành giám đốc trung tâm vào năm 1993. Năm 1996, The Pew Charitable Trusts trở thành nhà tài trợ chính và đơn vị đổi tên thành Trung tâm Nghiên cứu Pew về Nhân dân & Báo chí.
Năm 2004, quỹ tín thác thành lập Trung tâm Nghiên cứu Pew ở Washington, D.C. Năm 2013, Kohut từ chức chủ tịch và trở thành giám đốc sáng lập, và Alan Murray kế nhiệm trở thành chủ tịch thứ hai. Tháng 10 năm 2014, Michael Dimock, một người có thâm niên 14 năm làm việc tại Trung tâm tính đến thời điểm được chọn, được bổ nhiệm làm chủ tịch.

## Kinh phí
Trung tâm Nghiên cứu Pew là một tổ chức phi lợi nhuận, được miễn thuế theo Tổ chức 501(c)(3) và là công ty con của The Pew Charitable Trusts, nhà tài trợ chính của tổ chức này. Đối với các nghiên cứu tập trung vào nhân khẩu học của các tôn giáo trên thế giới, Trung tâm Nghiên cứu Pew được Quỹ Templeton đồng tài trợ.

## Đề tài nghiên cứu

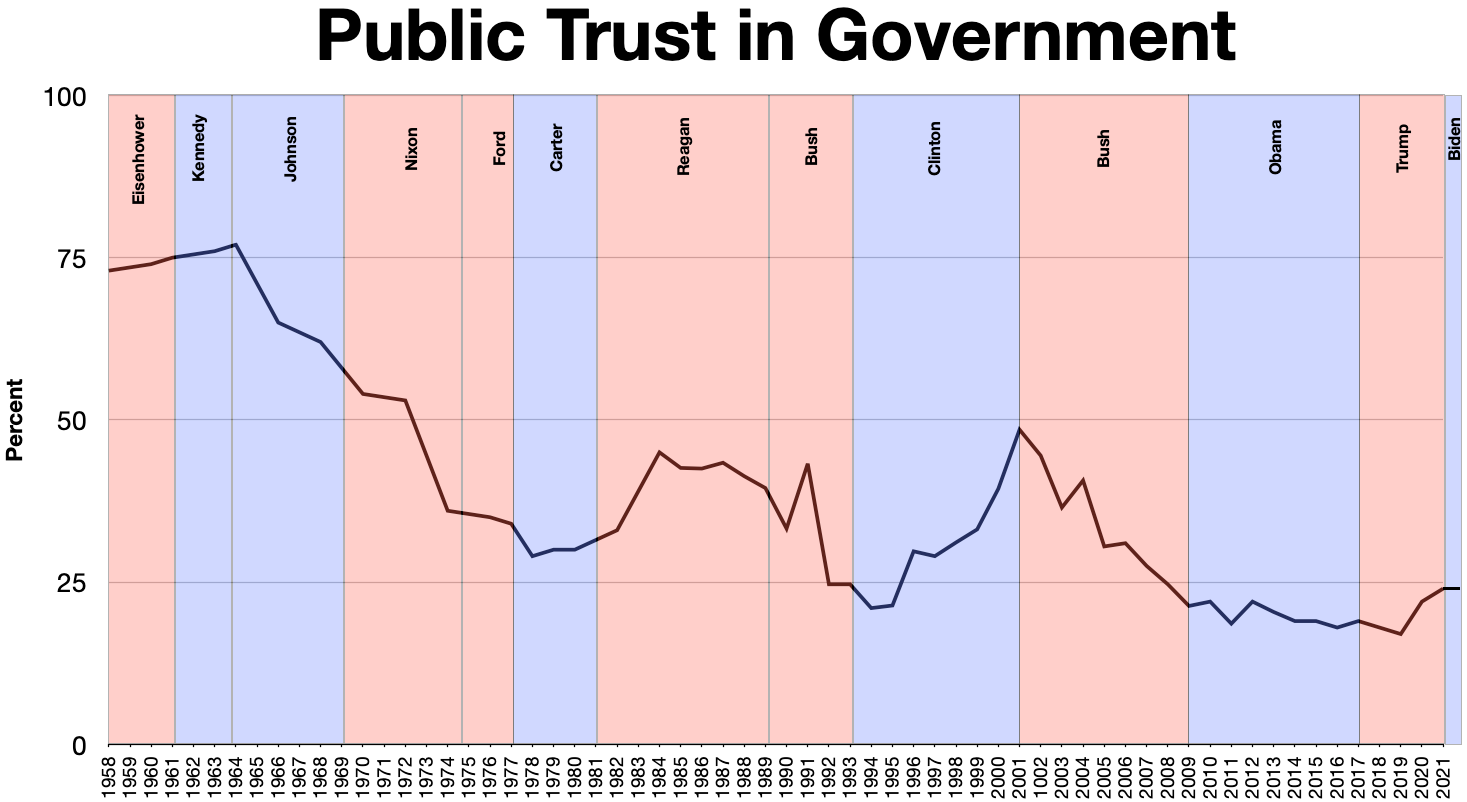
Niềm tin của công chúng trong cuộc thăm dò ý kiến của chính phủ

Trung tâm nghiên cứu các lĩnh vực chủ đề sau:
- Chính trị và chính sách của Hoa Kỳ
- Quan hệ quốc tế
- Nhập cư và di cư
- Chủng tộc và sắc tộc
- Tôn giáo
- Tuổi & thế hệ
- Giới tính & LGBTQ
- Quan hệ gia đinh
- Kinh tế & việc làm
- Khoa học
- Internet và công nghệ
- Thói quen tin tức và phương tiện truyền thông
- Phương pháp nghiên cứu [15]
- Khu vực & quốc gia